# Socket 940
Il Socket 940 è il socket introdotto da AMD con le CPU Opteron prima, e Athlon 64 FX poi, a settembre 2003. Lo si può definire in un certo senso un successore del Socket A usato per gli Athlon XP, e si affianca al Socket 754 per gli Athlon 64 di fascia bassa, e al Socket 939 utilizzato dagli Athlon 64 FX di seconda generazione e Athlon 64 X2. A differenza del Socket 939, il Socket 940 supporta memoria RAM "Registered" che è utile soprattutto in ambito server ma che introduce maggiore latenza nell'accesso.
Il suo successore è il Socket AM2.